# 婆羅多舞
婆羅多舞（拉丁化：Bharatanatyam）是一種源自印度泰米爾納德邦的古典舞蹈。這種舞蹈的特色是透過舞者的表情手勢配以音樂，以啞劇的形式呈現表達印度南部的宗教主題和印度教及耆那教的精神理念。《樂舞論》記載了婆羅多舞的前身，大約可追溯到公元前500年左右。此外，泰米爾古典長篇敘事史詩《西拉巴提伽拉姆》也在公元171年左右提及這種舞蹈。
而此從6至9世紀的寺廟雕刻則看到，這種舞蹈在公元1千年中期已經發展成一種精緻的表演藝術，當時被稱為「薩迪拉塔姆舞」（Sadiraattam）， 是印度最古老的古典舞蹈傳統，之後在1932年被更名為婆羅多舞。婆羅多舞在20世紀經過復興，現已成為印度最重要的古典舞蹈之一，並受印度國家級藝術機構桑吉特‧納塔克學院認可，同時為泰米爾納德邦的邦舞。

## 詞源
在1932年，藝術家E·克里希納·艾耶和舞蹈家拉克米妮·達維·埃蘭德爾提議將「薩迪拉塔姆舞」更名為「婆羅多舞」，以提升其藝術地位。Bharatam 這個詞被視為一個逆向首字母縮略詞，其中 bha 代表 bhavam（情感），ra 代表 ragam（旋律），tam 代表 talam（節奏）。Natyam 這個詞是梵語，意為「舞蹈」。因此，婆羅多舞這個複合詞被認為是一種和諧地表達情感、旋律和節奏的舞蹈。

## 歷史

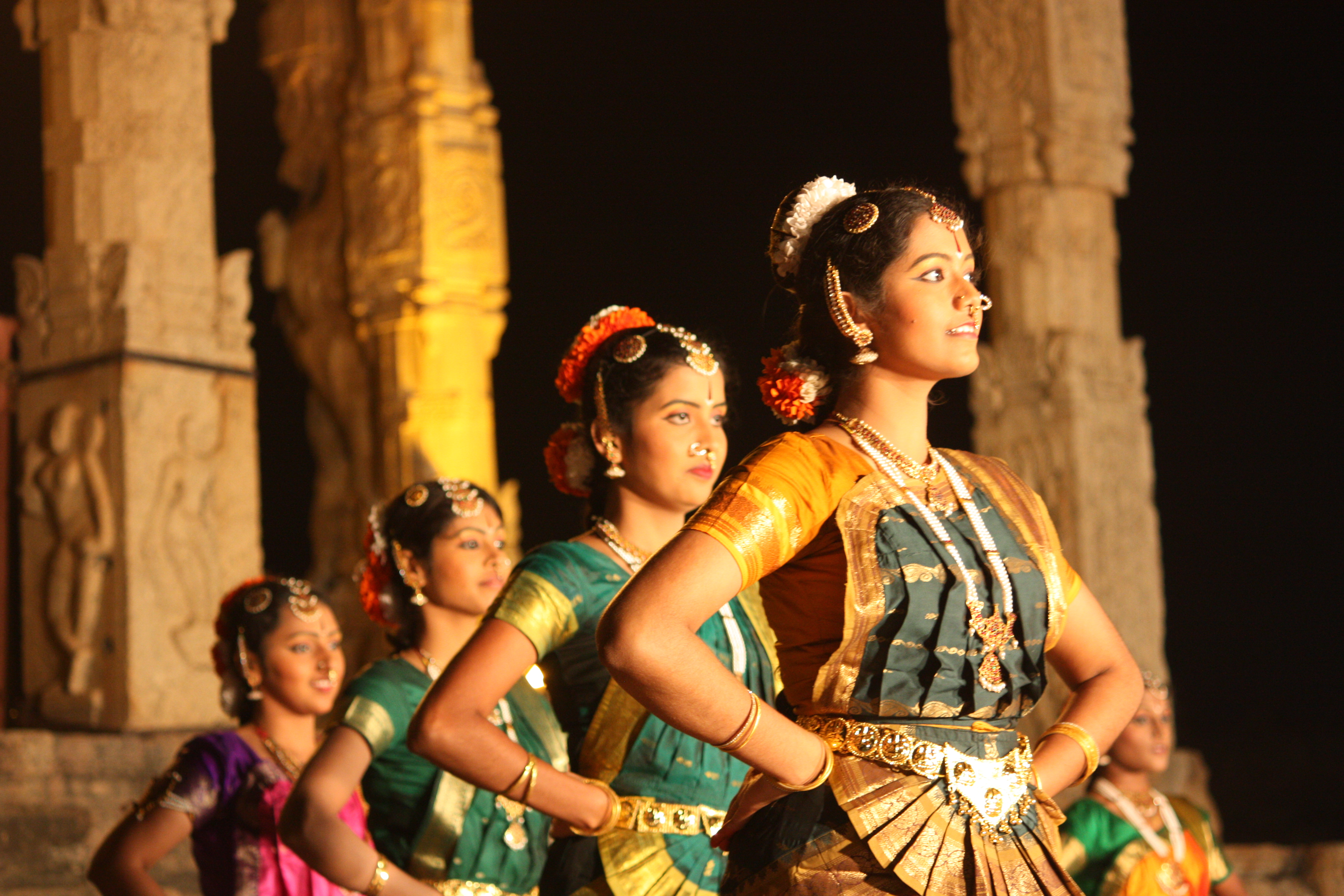
舞者在泰米爾納德邦的布里哈迪希瓦拉神廟前表演。這座寺廟自大約公元1000年以來一直是舞蹈的中心。

婆羅多舞的理論基礎首先見於《樂舞論》，後來在泰米爾語文本《庫塔努爾》（Kootha nool）中也有描述。《樂舞論》被認為是古代學者婆羅多牟尼的作品，其完整編輯版本大約在公元前500年至公元200年間完成。婆羅多舞的雕刻和文本在古印度的歷史中啟發了音樂家、詩人、畫家、歌手和雕刻家。婆羅多舞共享了許多古代濕婆雕塑中的舞蹈姿勢。

## 服裝和服飾

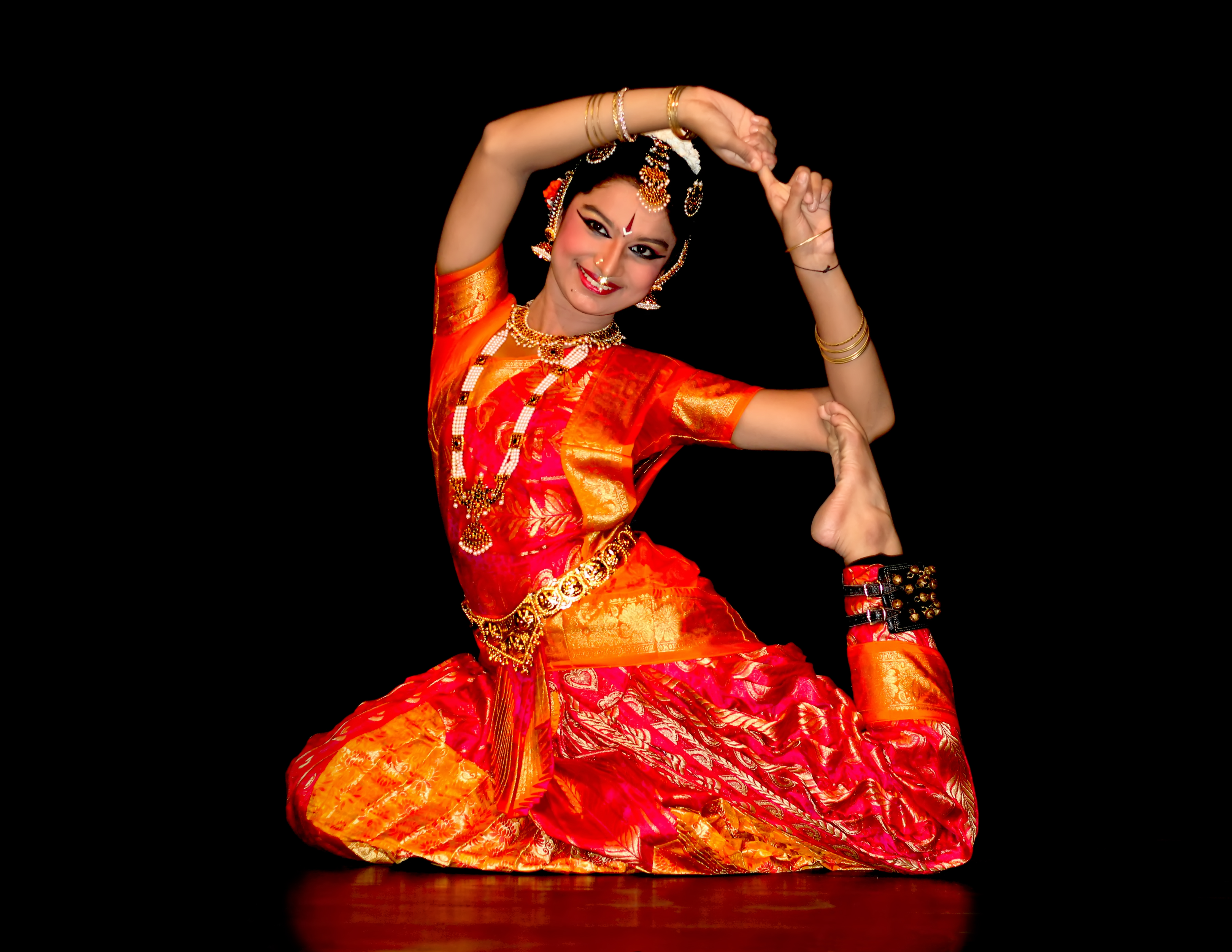
婆羅多舞衣著

女性婆羅多舞者的服裝類似於泰米爾印度新娘的穿著，通常由一件亮色的紗麗組成，並在邊緣有金或銀的刺繡。男性舞者的服裝通常是紗麗或白色棉布，類似於托蒂。所有舞者都佩戴複雜的珠寶，並在手和腳上塗上紅色的庫姆庫瑪粉或阿爾塔粉。

## 元素和象徵意義

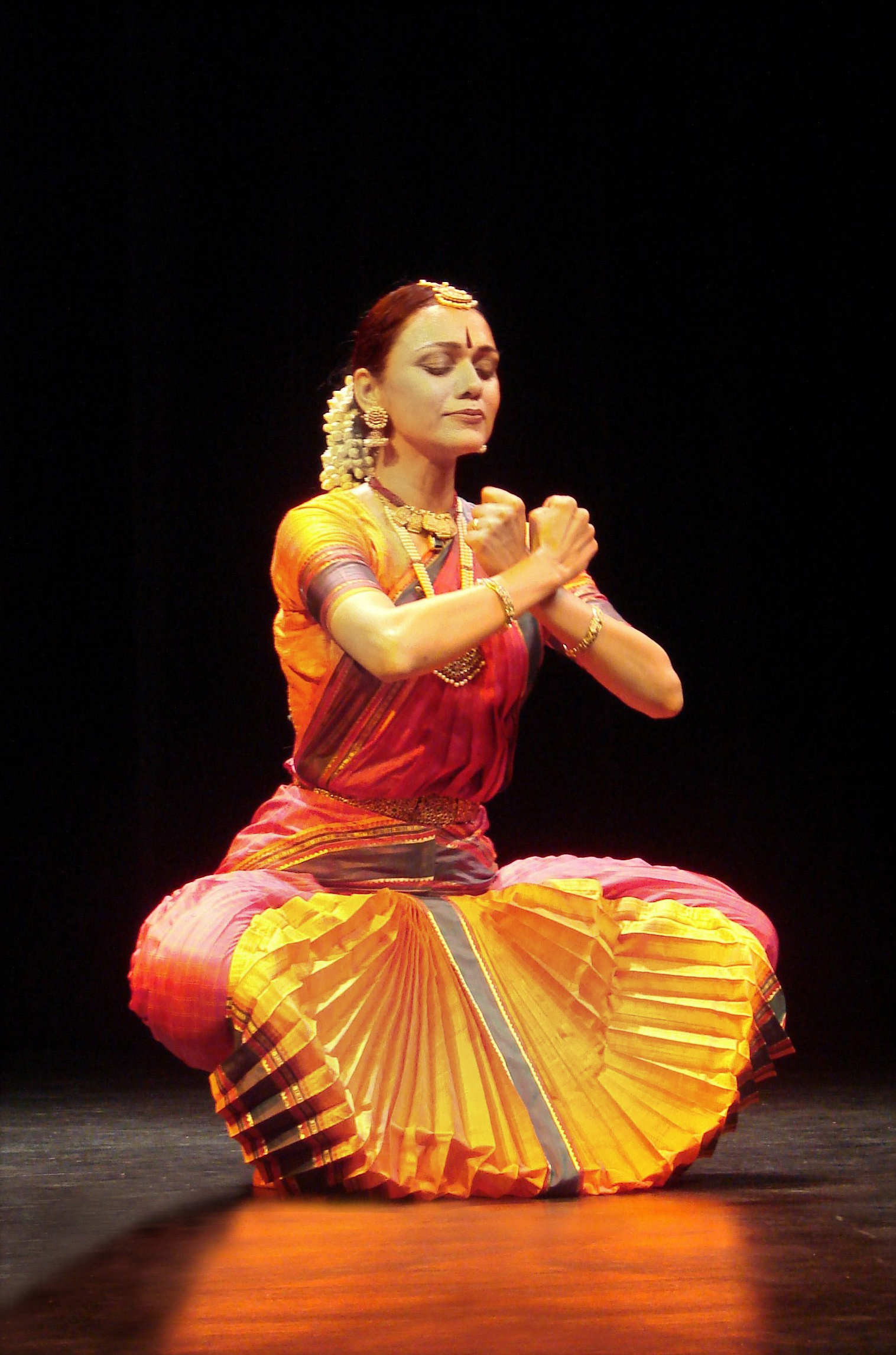
舞者拉瑪·瓦伊迪亞納坦跳舞時運用了表情與姿勢

婆羅多舞傳統上是一種團隊表演藝術，通常由一名獨舞者和音樂家及歌手組成。這種舞蹈被描述為經典藝術，因為其音樂音符、聲樂表演和舞蹈動作的理論反映了《樂舞論》和其他梵語及泰米爾語文本的思想。婆羅多舞的基本站姿被稱為 Aramandi，包含至少20個現代瑜伽中的姿勢。
像印度所有的經典舞蹈一樣，婆羅多舞使用象徵（Abhinaya）來進行表演和目標。這些象徵以表情和手勢，配上音樂以啞劇形式呈現。通過這些象徵，舞者成功地表達了精神理念，並引起觀眾的情感共鳴。 婆羅多舞包含至少20個現代瑜伽中的姿勢，被認為是一種巴克提瑜伽。

## 舞者的首演

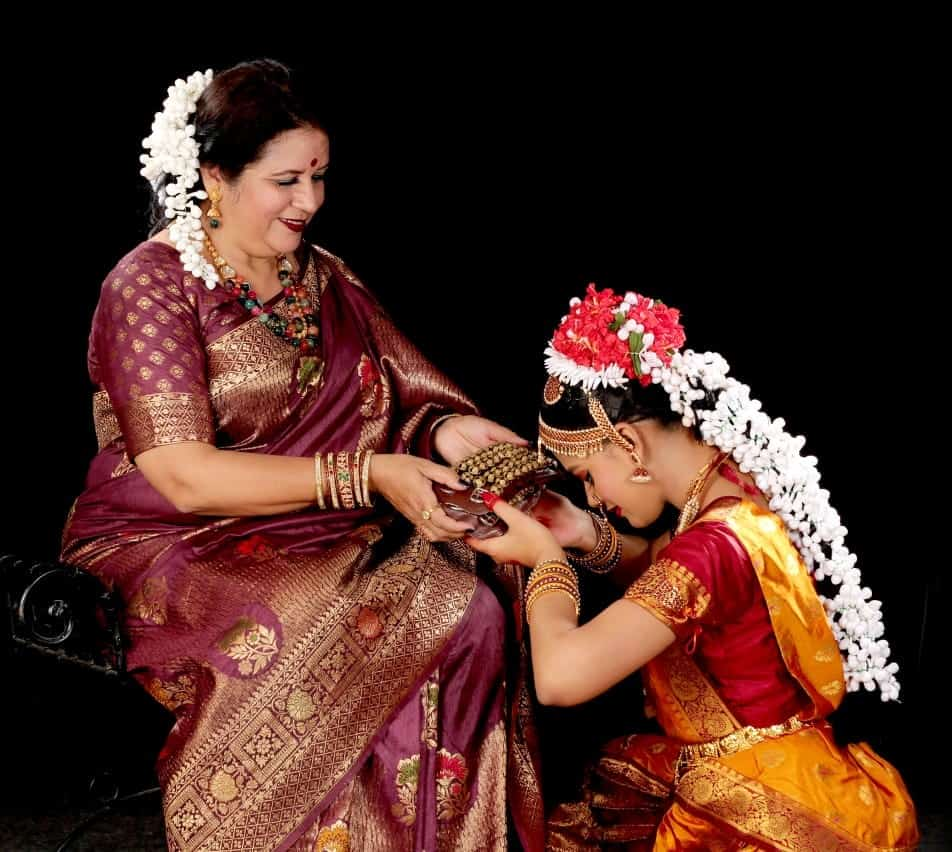
婆羅多舞學生與導師正進行阿蘭吉特蘭儀式

年輕的婆羅多舞舞者初步正式訓練的完成時，會作一場獨舞的首演，稱為「阿蘭吉特蘭」（Arangetram）。「阿蘭吉特蘭」意為「登上舞台」，通常在舞者開始學習婆羅多舞的十至十二年後進行。這個獨舞首演象徵著「成年禮」，展示了舞者多年來的努力和技能。

## 現代復興

### 學校和培訓中心
印度獨立後，婆羅多舞迅速擴展，並成為印度最受歡迎的經典舞蹈風格。許多主要城市現在都有提供婆羅多舞課程的學校，每年舉辦數百場演出。在印度以外，婆羅多舞是許多國家學術機構中受歡迎的研究對象，並在全球印度裔社區中得到廣泛支持和學習。

### 電影
婆羅多舞在多部印度電影中被呈現，例如《Senthamarai》（1962年）、《Thillana Mohanambal》（1968年）和《Sagara Sangamam》（1983年）。這些電影展示了婆羅多舞的美麗和技藝，並在全球範圍內提升了其知名度。

## 另見
- 印度文化